# أق أباد
أق أباد (بالفارسية: آق‌آباد) هي قرية تقع في غلستان في إيران. يقدر عدد سكانها بـ 4,085 نسمة.